# Det gælder din frihed
Det gælder din frihed er en dansk film fra 1946, skrevet og instrueret af Theodor Christensen. Den beskriver besættelsen set med modstandsbevægelsens øjne, og retter skarp kritik mod samarbejdspolitikken.

## Modtagelse i samtiden
Filmen blev produceret for Frihedsrådet, lanceret som modstandsbevægelsens officielle film. Ekstra Bladet skrev lige ud, at Joseph Goebbels havde været "en ren dilettant i sammenligning med de mænd, der havde lavet denne film". Også Social-Demokraten og Politiken tog skarpt afstand fra den. Information, som var talerør for dele af modstandsbevægelsen, mente derimod, at filmen var "et Vaaben, en Anklage". Borgerlige aviser som Berlingske Tidende og Nationaltidende, og den kommunistiske modstandsbevægelses talerør Land og Folk, tog også godt imod den. 

## Medvirkende
- Ebbe Rode
- Asbjørn Andersen
- Olaf Ussing

## I Norge
I Norge var kong Haakon 7. filmens høje beskytter. Den norske importør, Kamerafilm i Oslo, bad de norske kommuner, hvor filmen blev vist, om at eftergive biografafgiften. Det indsparede beløb blev i sin helhed skænket til faldne danske frihedskæmperes efterladte. 